# Fai come ti pare (film)
Fai come ti pare (Any Which Way You Can) è un film del 1980 diretto da Buddy Van Horn. Il film è il seguito di Filo da torcere (Every Which Way but Loose) del 1978.

## Trama
Due anni dopo il match con Tank Murdock, Philo Beddoe è ancora nel giro dei combattimenti clandestini a mani nude per arrotondare; vive ancora con il cugino Orville, sua madre e l'orango Clyde; sta però pensando di ritirarsi da quando si è reso conto che trova il dolore piacevole. Una sera Philo va al suo bar preferito e lì incontra la sua ex ragazza Lynn Halsey-Taylor, che lavora come cantante country-western; Orville si arrabbia con lei per quanto è successo due anni prima; Lynn però chiede scusa a Philo, che dopo un momento di titubanza la perdona. I due tornano ad essere una coppia e vanno a vivere insieme.
Ritornano anche le Vedove Nere, i motociclisti neonazisti con cui Philo si è scontrato l'altra volta, in cerca di vendetta perché gli distrusse le moto; Philo viene avvicinato da loro ad un semaforo, ma un pugno di Clyde li fa cadere come pedine di un domino. In un'altra occasione, viene inseguito dalla banda, ma riesce a seminarli portandoli in un cantiere stradale, dove i biker restano bloccati su un tratto di strada che viene ricoperto in quel momento da una macchina asfaltatrice. Continuano ad inseguirlo, ma poi l'asfalto si raffredda e restano letteralmente bloccati, tanto che Philo li porta all'ospedale scaricandoli con una gru. Li dovranno liberare dall'asfalto rasandoli completamente e pertanto, saranno costretti a girare con delle parrucche, suscitando l'ilarità dei poliziotti che li controllano.
Intanto sulla costa orientale il combattente Jack Wilson, un lottatore di nuovo tipo che pratica insieme pugilato e arti marziali, domina il circuito della lotta a mani nude; Wilson è tanto bravo a menomare i suoi avversari che i suoi manager non riescono a trovargli avversari; uno di loro assiste ad uno scontro tra una mangusta e un serpente a sonagli, e ha l'idea di metterlo con Philo, considerato il miglior combattente della costa occidentale; se ci riescono, metteranno in piedi l'incontro più grosso nella storia della boxe a mani nude. Di fronte alla proposta, Philo inizialmente ci sta, ma poi si ritira per l'insistenza di Orville e Lynn; i manager però non ci stanno, e il loro capo Jimmy Beekman, che ha l'appoggio della mafia, decide di rapire Lynn per costringere Philo a presentarsi: il match si terrà vicino a Jackson, Wyoming. le Vedove Nere, saputo dell'incontro, si recano là in cerca di Philo.
Ma Jack Wilson ha dei limiti morali, e quando scopre il rapimento di Lynn aiuta personalmente Philo e Orville a salvare Lynn; a questo punto i due pugili decidono di comune accordo di annullare lo scontro, però il loro orgoglio si mette in mezzo; entrambi si chiedono chi avrebbe vinto, e per scoprirlo finiscono per battersi lo stesso; comunque, la lotta si ferma di tanto in tanto per dare modo ai due di esternare riflessioni personali e il reciproco rispetto; le Vedove Nere scommettono tutti i soldi che hanno dietro su Philo, considerandolo il migliore dei due, e quando alcuni mafiosi tentano di uccidere Philo perché è in vantaggio, i motociclisti pestano i criminali per proteggere il loro investimento.
Wilson riesce a rompere un braccio a Philo e gli offre di chiudere il duello lì, ma Philo sceglie di continuare; dopo un lungo scontro Philo riesce a mettere Wilson a terra, abbastanza a lungo per essere dichiarato vincitore; Wilson non se la prende, anzi lo aiuta a raggiungere l'ospedale, e in seguito si fanno una bevuta al Million Dollar Cowboy Bar. Philo ritorna a casa, e per strada le Vedove Nere lo raggiungono per dichiarare una tregua, poiché gli ha fatto vincere un sacco di soldi. Beekman invece, che ha fallito nel truccare l'incontro a favore di Wilson, è condannato a morte dalla mafia perché non può pagare i mafiosi, i quali hanno scommesso su Wilson dietro sua assicurazione che avrebbe vinto.
Arrivati in California, Philo e Lynn sono fermati da un poliziotto che in precedenza ha scommesso contro Philo e ha perso; il piedipiatti promette loro che li infastidirà per vendetta; così Lynn chiama l'orango Clyde in soccorso e questi colpisce lo sbirro mettendolo KO, e i tre si allontanano.